# Alan Ralsky
Alan Ralsky (circa 1945) is een veroordeelde Amerikaanse fraudeur die vooral bekend is geworden als spamkoning.

## Spammer
Volgens experts is Ralsky een van de grootste bronnen van junk-e-mail in de wereld. Waar de meeste spammers ondergronds optreden, heeft Ralsky interviews gegeven aan diverse kranten. Zelf claimt hij helemaal geen spammer te zijn maar een commerciële mailer die volledig legaal bezig is. Zijn veroordelingen voor spammen en andere frauduleuze activiteiten in juni 2009 bewijzen het tegendeel.
Het lijkt erop dat Ralsky zijn carrière als spamkoning begon toen in 1996 zijn vergunningen om verzekeringen te verkopen werden ingetrokken in de staten Michigan en Illinois.
Ralsky dankt zijn grote faam na een interview met hem in de Detroit News in december 2002. Het krantenartikel werd al snel op Slashdot geplaatst en dat werd spoedig gevolgd door persoonlijke gegevens zoals het adres van zijn nieuwbouw-woning.
Lezers van Slashdot maakten Ralsky vervolgens lid van allerlei reclame-mailinglijsten zodat hij een enorme toevloed aan junkmail te verwerken kreeg. In een artikel in de Detroit Free Press van 6 december 2002, wordt hij geciteerd: "They've signed me up for every advertising campaign and mailing list there is … These people are out of their minds. They're harassing me".

## Rechtszaken
- In 1992 kreeg hij een celstraf van 50 dagen wegens het verkopen van niet-geregistreerde aandelen.[3]
- Op 7 augustus 1995 pleitte hij schuldig te zijn aan bankfraude in Ohio.[4] Hij kreeg drie jaar voorwaardelijk voor het vervalsen van bankgegevens.
- Op 14 maart 1999 bekende hij schuld aan het achterhouden van informatie (misprision of felony) in Michigan.[5]
- Begin oktober 2005 werd bekend dat de FBI een inval had gedaan in de woning van Ralsky in de voorgaande maand. Bij de inval werden computers, boekhouding en een kopie van het artikel in de Detroit News dat hierboven is genoemd in beslag genomen. Vervolgens werd ook een inval gedaan in het huis van Ralsky's schoonzoon. Formeel werden zijn activiteiten/bedrijven niet gesloten, maar Ralsky was niet in staat zijn werkzaamheden voort te zetten na deze invallen.[6]
- Op 3 januari 2008 werden Ralsky en tien andere verdachten aangeklaagd wegens spamming en fraude. De aanklachten volgden na een onderzoek van ruim 3 jaar.[7]
- Op 9 januari 2008 werd Ralsky voorgeleid in verband met de aanklacht van 3 januari 2008. Ralsky zweeg tijdens de voorgeleiding wat dan automatisch resulteert dat hij "niet schuldig" pleit.[8]
- Op 22 juni 2009 verklaarde hij zich schuldig aan diverse vormen van fraude, witwassen van gelden en overtreding van de CAN-SPAM wet.[9]

In ruil voor strafvermindering verklaarde Ralsky dat hij zou meewerken met justitie om (ook) de andere betrokkenen in het proces veroordeeld te krijgen.
- Op 23 november 2009 werd hij veroordeeld tot een celstraf van 4 jaar en 3 maanden. Daarnaast kreeg hij een boete van $250 000.[11]